# AVOS Systems
AVOS是一间美国互联网公司，该公司由YouTube的创始人查德·賀利和陈士骏在2011年创建，总部位于加州圣马特奥县。AVOS在2011年4月宣布从雅虎手中收购Delicious，预计交易将在7月完成。同年5月，他们还收购了另一家公司Tap11。这是一家数据分析公司，他将社交发布与分析整合进一个平台，帮助广告主检测其营销活动的影响力，也就是说，它能够通过分析，来寻找社交网络上的人们到底感兴趣的内容是什么。
AVOS总部在加州圣马特奥市，在中国北京，新西兰丹尼丁都有自己的分公司。谷歌风投，创意工坊，Madrone资本，恩颐投资公司是他们的投资方。
在AVOS，他们试图创建一个平台，帮助人们创建更有趣，更方便快捷的手机软件。使手机更具有实用价值，他们的软件宝库MIXBIT，DELICIOUS，还有Wanpai。